# 具芒薹草
具芒薹草（学名：Carex aristulifera）为莎草科薹草属下的一个种。分布于中国大陆的云南省等地，生长于海拔3,200米至3,500米的地区，常生于灌丛草甸石上，目前尚未由人工引种栽培。